# Adolphe Itasse
Pour les articles homonymes, voir Itasse.
Adolphe Itasse, né le 18 février 1829 à Lourmarin (Vaucluse) et mort le 13 mars 1893 à Hyères (Var), est un sculpteur français.

## Biographie
Adolphe Itasse est originaire de Lourmarin où son père était limonadier.
Il est admis à l’École des beaux-arts de Paris dans les ateliers de Jean-Hilaire Belloc et de Georges Jacquot.
Il expose régulièrement au Salon des artistes français à partir de 1864. Il obtient une médaille de troisième classe en 1875, puis une médaille d‘honneur à l’Exposition universelle de Paris de 1889.
Il épouse l’une de ses élèves, Marie-Félicité Arnaud en décembre 1861 à Pertuis (Vaucluse). Le couple a cinq enfants, dont la sculptrice Jeanne Itasse-Broquet.
Adolphe Itasse est mort à Hyères. Il est enterré à Paris au cimetière du Père-Lachaise (31e division), où sa sépulture est ornée d’un buste en bronze et d'un angelot, œuvres de sa fille Jeanne, avec l’inscription « Vénéré père, regretté maître »,.

## Œuvres

### Œuvres dans les collections publiques
États-Unis

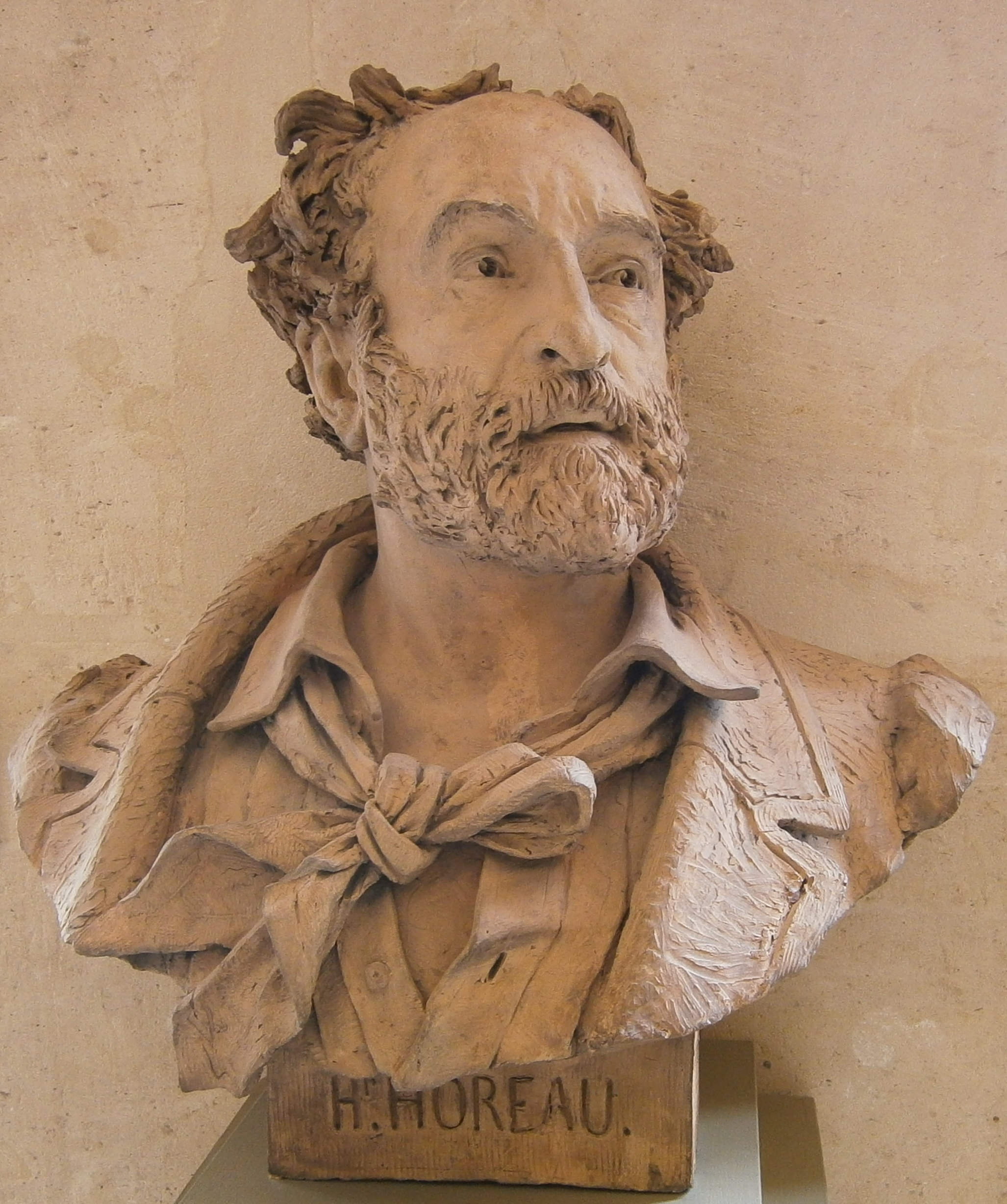
Buste d'Hector Horeau (1864), Paris, musée Carnavalet.

- Norfolk, Chrysler Museum of Art : L’Amour vainqueur, d'après Bouguereau, 1888, bronze[10],
- San Marino, Bibliothèque Huntington : L'Enfant à l'escargot, 1865, statuette en marbre[11].

France
- La Roche-sur-Yon, square Bayard : L'Uranie, 1878, statue allégorique de l'Astronomie provenant de la haute terrasse de la grande salle du palais du Trocadéro à Paris. Elle a été transférée à La Roche-sur-Yon durant l'été 1936[12],[13].
- Nantes, musée des Beaux-Arts : Hilaire Belloc, vers 1868, buste en marbre[14].
- Paris :
  - cimetière du Père-Lachaise : Jean-Hilaire Belloc, 1868, buste en bronze, 0,58 m), ornant la sépulture du peintre. Exposé au Salon de 1868 et à l'Exposition universelle de 1878. Œuvre volée en novembre 2006[15].
  - hôtel de ville, façade de la rue Lobau :
    - L’Architecture et La Sculpture, 1879, bas-reliefs en pierre ornant les tympans du pavillon de gauche au 2e étage ;
    - La Vapeur et Le Gaz, 1880, bas-reliefs en pierre ornant les tympans du pavillon de gauche au 1er étage[16].

  - musée Carnavalet : Buste d’Hector Horeau, architecte, 1864, terre cuite.
  - palais Garnier, façade sud-ouest : Robert Cainbert ; Jean-Jacques Rousseau ; Giacomo Puccini ; André Campra ; François-André Danican Philidor ; Giovanni Paisiello, bustes en pierre[17].
  - palais du Louvre, attique du pavillon des États : Le Retour de la Chasse, 1868, groupe en pierre[18].
- Pertuis :
  - cimetière : Tombeau de la famille Morel de Verneuil, 1857[19].
  - place des Lices : Fontaine de Diane, 1855, groupe en pierre[20]. Œuvre démontée dans les années 1980[21],[22].

Venezuela
- Capacho Nuevo : Une paysanne, retour des champs, 1879, groupe en bronze[23].

### Œuvres d'édition
- Mater Dei, bas-relief en bronze, fonderie Susse frères.[réf. nécessaire]

## Salons
- 1886 : Le Jour et la Nuit, groupe en marbre[24].